# Expédition 29 (ISS)
Insigne de la mission
Équipage de l'expédition 29
Chronologie
Expédition 28 Expédition 30
L'Expédition 29 est le 29e roulement de l'équipage permanent de la Station spatiale internationale (ISS). Cette expédition commence officiellement le 16 septembre 2011.

## Équipage
| Position           | Première Partie (septembre à novembre 2011) | Seconde Partie (novembre 2011)         |
| ------------------ | ------------------------------------------- | -------------------------------------- |
| Commandant         | Mike Fossum, NASA 3e vol spatial            | Mike Fossum, NASA 3e vol spatial       |
| Ingénieur de vol 1 | Satoshi Furukawa, JAXA 1er vol spatial      | Satoshi Furukawa, JAXA 1er vol spatial |
| Ingénieur de vol 2 | Sergei Volkov, RSA 2e vol spatial           | Sergei Volkov, RSA 2e vol spatial      |
| Ingénieur de vol 3 |                                             | Anton Shkaplerov, RSA 1er vol spatial  |
| Ingénieur de vol 4 |                                             | Anatoli Ivanishin, RSA 1er vol spatial |
| Ingénieur de vol 5 |                                             | Dan Burbank, NASA 3e vol spatial       |